# نيكولا كوفاتشيفيتش (لاعب كرة قدم)
نيكولا كوفاتشيفيتش هو لاعب كرة قدم صربي في مركز الهجوم، ولد في 22 أبريل 1993 في فرانيي في صربيا. لعب مع زمبرو تشيسيناو ونادي ياغودينا.

## وصلات خارجية
- نيكولا كوفاتشيفيتش (لاعب كرة قدم) على موقع قاعدة بيانات كرة القدم.إي يو (الإنجليزية)
- نيكولا كوفاتشيفيتش (لاعب كرة قدم) على موقع Soccerway.com (الإنجليزية)